# Konvention über bestimmte konventionelle Waffen
Die Konvention über bestimmte konventionelle Waffen, vollständige Bezeichnung Übereinkommen über das Verbot oder die Beschränkung des Einsatzes bestimmter konventioneller Waffen, die übermäßige Leiden verursachen oder unterschiedslos wirken können, (englisch Convention on Certain Conventional Weapons, CCW, resp. Convention on prohibitions or restrictions on the use of certain conventional weapons which may be deemed to be excessively injurious or to have indiscriminate effects) ist ein völkerrechtlicher Vertrag bzw. eine UN-Konvention, die am 10. Oktober 1980 in Genf unter der Schirmherrschaft der Vereinten Nationen unterzeichnet wurde. Es werden auch die Abkürzungen UN-Waffenübereinkommen, Waffenkonvention von 1980 oder UN-Waffenkonvention verwendet. Am 2. Dezember 1983 trat sie in Kraft, nachdem die Mindestanzahl von 20 ratifizierenden Staaten erreicht wurde. Mittlerweile wurde die Konvention von mehr als 100 Staaten akzeptiert bzw. ratifiziert.
Die Konvention ist ein Rahmenabkommen, welches die grundsätzlichen Zielsetzungen und Regeln klärt. Es wird vor allem Bezug auf das Abkommen IV der Genfer Konventionen genommen, welche den Schutz von Zivilpersonen in Kriegszeiten zusichert. Die genauen Vertragsgegenstände sind in einzelnen Protokollen verfasst, die von den Staaten jeweils einzeln unterschrieben werden müssen. Um als Unterzeichner der Konvention zu gelten, müssen mindestens zwei Protokolle unterschrieben werden.
Am 21. Dezember 2001 wurde das Rahmenabkommen um Klarstellungen bezüglich nicht-internationaler Konflikte erweitert (BGBl. 2004 II S. 1507, 1508).

## Protokoll I über nicht entdeckbare Splitter
Dieses Protokoll verbietet die Benutzung von Waffen, deren Haupteffekt auf Verletzungen durch nicht mit Röntgenstrahlung entdeckbare Splitter beruht. (z. B. Glasmine)
- Verabschiedet am 10. Oktober 1980 in Genf; In Kraft seit: 2. Dezember 1983

## Protokoll II über Landminen, Sprengfallen und andere Vorrichtungen
Das Protokoll konkretisiert Regeln, welche auf den Genfer Konventionen zum Schutze von Zivilisten basieren, für die Benutzung von Landminen und Sprengfallen. Darüber hinaus müssen fernverlegbare Minen mit einem Mechanismus zur Selbstdeaktivierung ausgestattet sein. Sprengfallen dürfen in einigen Fällen nicht installiert werden (z. B. Tote oder verletzte Personen, Kinderspielzeug, Lebensmittel). Minenfelder müssen dokumentiert werden und die Informationen müssen nach dem Konflikt weitergegeben werden.
- Verabschiedet am 10. Oktober 1980 in Genf; In Kraft seit: 2. Dezember 1983

Da dieses Protokoll nur unzureichend die Minenproblematik regelt, wurden Änderungen verabschiedet. Verboten sind nicht lokalisierbare Minen mit einem Metallanteil von weniger als 8 Gramm. (z. B. M14 (Mine)). Benutzung von Minen ohne Mechanismus zur Selbstdeaktivierung wurden eingeschränkt. Verboten sind Auslösemechanismen, die auf das Magnetfeld eines Metalldetektors reagieren.
- Verabschiedet am 3. Mai 1996; In Kraft seit: 3. Dezember 1998 (BGBl. 1997 II S. 806, 807)

Da trotz der Änderungen kein generelles Verbot der Antipersonenminen zustande kam, wurde außerhalb der UN die Ottawa-Konvention verabschiedet.

## Protokoll III über Brandwaffen
Das Protokoll konkretisiert Regeln, welche auf den Genfer Konventionen zum Schutze von Zivilisten basieren, für die Benutzung von Brandwaffen.
- Verabschiedet am 10. Oktober 1980 in Genf; In Kraft seit: 2. Dezember 1983

## Protokoll IV über blind machende Laserwaffen
In diesem Protokoll werden Laserwaffen verboten, deren primärer Zweck es ist, eine Blindheit herbeizuführen, wenn das Ziel keine oder nur eine korrigierende Sehhilfe benutzt. Siehe auch Blendwaffe.
- Verabschiedet am 13. Oktober 1995 in Wien; In Kraft seit: 30. Juli 1998 (BGBl. 1997 II S. 806, 827)

## Protokoll V über explosive Kriegsmunitionsrückstände
Laut diesem Protokoll sollen kriegsteilnehmende Parteien für die Kampfmittelbeseitigung verantwortlich gemacht werden. Informationen über Lage, Anzahl und Beschaffenheit der Munition sowie technische, personelle und finanzielle Hilfen sind bereitzustellen.
- Verabschiedet am 28. November 2003 in Genf; In Kraft seit: 12. November 2006

## Protokoll VI über Streumunition (nicht zustande gekommen)
Zwischen 2007 und 2011 verhandelten die Mitgliedsstaaten über ein neues Protokoll. In diesem Protokoll VI sollte das Verbot des Einsatzes, des Transfers und der Lagerung von Streumunition geregelt werden. Wegen unvereinbarer Position der Staaten wurden die Verhandlungen ohne Ergebnis beendet.
Da sich bereits früh abzeichnete, dass sich innerhalb der UN-Waffenkonvention kein schneller Erfolg erzielen lassen würde, einigte sich eine Gruppe von Staaten außerhalb der Konvention im Übereinkommen über Streumunition auf ein Verbot dieser Waffe.